# Reinbern
Reinbern (zm. 1013(?)) – pierwszy biskup kołobrzeski, sprawujący swój urząd od 1000 roku. Osoba Reinberna znana jest jedynie dzięki informacjom w kronice biskupa merseburskiego Thietmara.

## Życiorys
Pochodził z okręgu Hassegau w Turyngii. Gdy w 1000 roku na zjeździe gnieźnieńskim utworzono diecezję kołobrzeską, został jej pierwszym biskupem. Na Pomorzu prowadził akcję chrystianizacyjną. Zdecydowanie walczył z pogaństwem (m.in. dokonał symbolicznego oczyszczenia Bałtyku ze złych duchów, wrzucając do morza cztery kamienie, wcześniej namaszczone świętymi olejami i skropione wodą święconą).
W 1004 roku jego kapelan przebywał wraz z Bolesławem Chrobrym w Czechach; z tego powodu przypuszcza się, że i sam Reinbern w tym czasie przebywał u boku polskiego księcia.
Przed 1013 został wysłany na Ruś w charakterze kapelana nieznanej z imienia córki Bolesława Chrobrego, która między 1005 a 1012 rokiem poślubiła Światopełka, syna księcia kijowskiego Włodzimierza. W związku z tą relacją przyjmuje się, że wkrótce przed tym wydarzeniem doszło do reakcji pogańskiej na Pomorzu, która zlikwidowała polskie władztwo na tym terytorium i zaczątki organizacji kościelnej. Upadek diecezji kołobrzeskiej datuje się na około 1007 rok.
Na Rusi biskup wraz ze Światopełkiem i jego żoną został uwięziony po tym, jak młody książę zbuntował się przeciw ojcu. W więzieniu przebywał już do śmierci, której data nie jest znana.

### Źródła
- Thietmar, Kronika Thietmara, wyd. i przeł. Marian Jedlicki, Poznań 1953, s. 208, 328, 570, 572.

### Opracowania
- Jerzy Strzelczyk, Bolesław Chrobry, Poznań: Wydaw. WBP, 1999, ISBN 83-85811-70-2, OCLC 170026985. Brak numerów stron w książce
- Wędzki A., Reinbern, Słownik Starożytności Słowiańskich, t. 4, 1970, s. 486.
- Zakrzewski S., Bolesław Chrobry Wielki, wyd. 2, Kraków 2003, s. 130, 148.
- Rosik S., Reinbern – Salsae Cholbergiensis aecclesiae episcopus, [w:] Salsa Cholbergiensis. Kołobrzeg w średniowieczu, red. L. Leciejewicz, M. Rębowski, Kołobrzeg 2000, s. 85–93.